# پارک جی هو
پارک جی هو (کره‌ای: 박지후؛ زادهٔ ۷ نوامبر ۲۰۰۳) بازیگر اهل کره جنوبی است. او به خاطر نقش‌های اصلی‌اش در فیلم مورد تحسین منتقدان، خانه مرغ مگس‌خوار در سال ۲۰۱۸ و مجموعهٔ اصلی نتفلیکس، ما همه مرده‌ایم (۲۰۲۲) شناخته می‌شود.

## فیلم‌شناسی

### فیلم
| سال  | عنوان                          | نقش                          | منابع |
| ---- | ------------------------------ | ---------------------------- | ----- |
| ۲۰۱۶ | زمان ناپدیدشده: پسری که بازگشت | سورین هم‌قیافهٔ بچه            |       |
| ۲۰۱۷ | شهر ساختگی                     | دانش آموز دبیرستان دخترانه ۱ |       |
| ۲۰۱۸ | شاهد                           | یه سول                       |       |
| ۲۰۱۸ | خانه مرغ مگس‌خوار               | کیم اون هی                   |       |
| ۲۰۲۱ | بلک لایت                       | اون یونگ                     |       |
| ۲۰۲۳ | آرمان‌شهر بتنی                  | هه وون                       | [ ۳ ] |

### مجموعه تلویزیونی
| سال  | عنوان           | نقش              | توضیحات      | منابع |
| ---- | --------------- | ---------------- | ------------ | ----- |
| ۲۰۱۹ | دنیای زیبا      | جونگ دا هی       |              |       |
| ۲۰۲۲ | زنان کوچک       | اوه این هه       |              | [ ۴ ] |
| ۲۰۲۳ | برادران معجزه‌گر | جوانی چه وو جونگ | حضور افتخاری | [ ۵ ] |
| ۲۰۲۳ | Spirit Fingers  | سونگ وو یون      |              | [ ۶ ] |

### مجموعه اینترنتی
| سال        | عنوان          | نقش        | توضیحات | منابع             |
| ---------- | -------------- | ---------- | ------- | ----------------- |
| ۲۰۱۸       | انتقام شیرین ۲ | لی ها یان  |         |                   |
| ۲۰۲۲–اکنون | ما همه مرده‌ایم | نام اون جو | فصل ۱–۲ | [ ۷ ] [ ۸ ] [ ۹ ] |

### میزبان
| سال        | عنوان     | منابع  |
| ---------- | --------- | ------ |
| ۲۰۲۳–اکنون | اینکیگایو | [ ۱۰ ] |

### حضور در موزیک ویدئو
| سال  | عنوان  | آرتیست  | منابع  |
| ---- | ------ | ------- | ------ |
| ۲۰۲۲ | «دیتو» | نیوجینز | [ ۱۱ ] |